# Fülöp Beck
Dans le nom hongrois Beck Ödön Fülöp, le nom de famille précède le prénom, mais cet article utilise l’ordre habituel en français Ödön Fülöp Beck, où le prénom précède le nom.

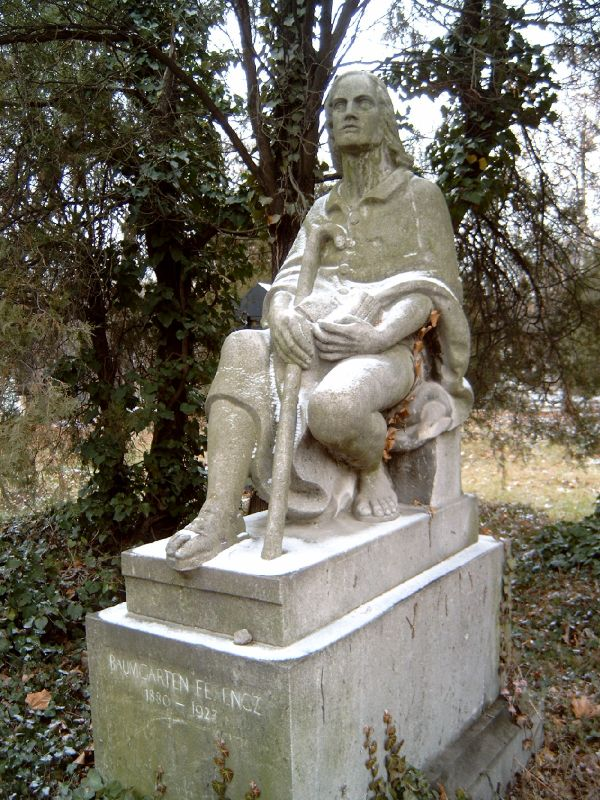
Tombe de Ferenc Ferdinánd Baumgarten au cimetière national de Fiumei út à Budapest, œuvre de Fülöp Beck.

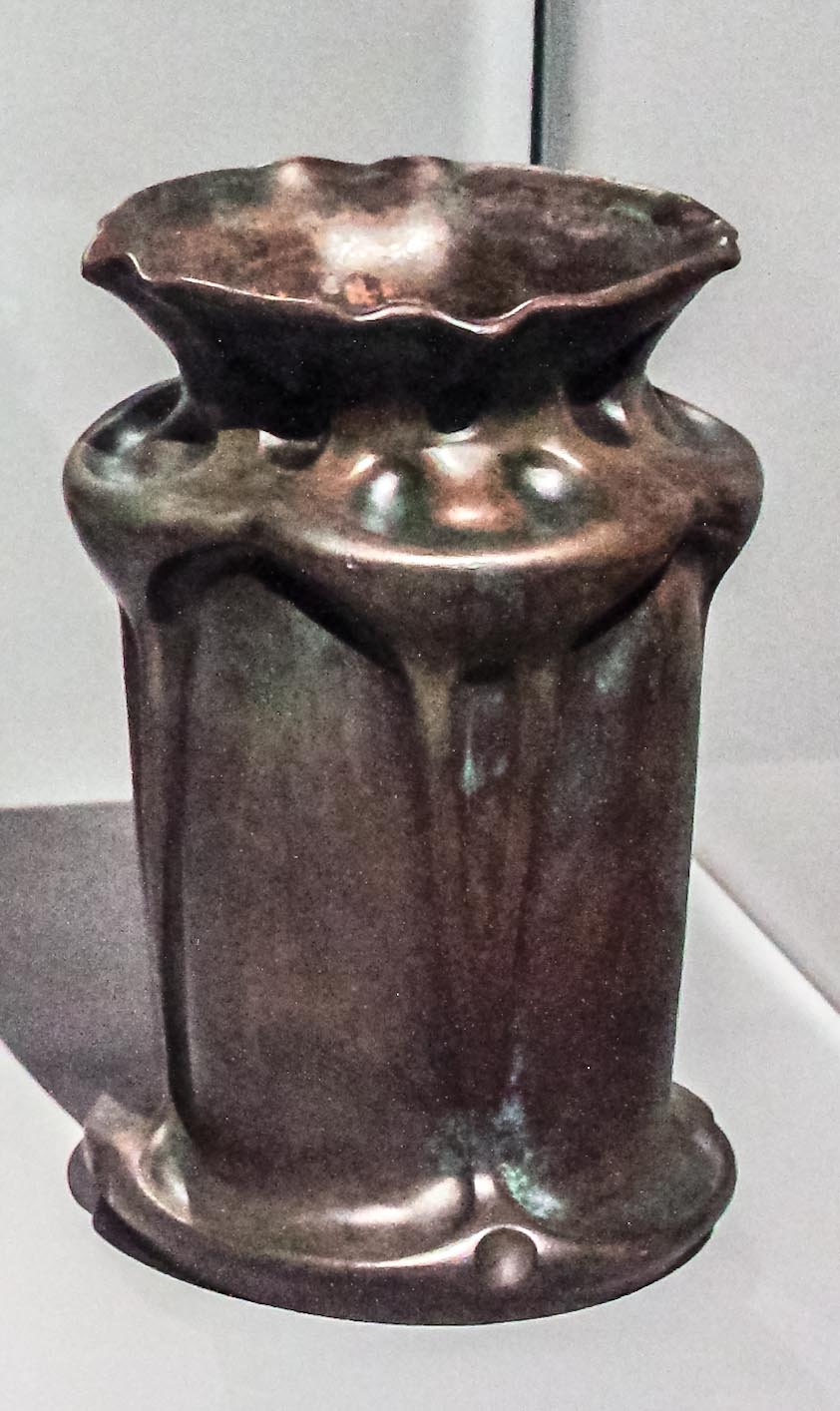
Vase de style Sécession.

Fülöp Beck, en hongrois Beck Ö. Fülöp (Pápa, 23 juin 1873 - Budapest, 31 janvier 1945), est un sculpteur et médailleur hongrois, frère aîné du médailleur et sculpteur Vilmos Fémes Beck, père du sculpteur András Beck et de la peintre Judit Beck. Il est considéré comme l'un des pionniers de la sculpture et de la gravure en médaille hongroises modernes.

## Biographie
De 1888 à 1893, il étudie l'orfèvrerie à l'École d'art appliqué (Iparművészeti Iskola) auprès d'Antal Loránfi, puis part quelques mois à Vienne. En 1894, il obtient une bourse pour étudier à Paris, et en 1895 il est l'élève de Ponscarme à l'École des Beaux-Arts.
Il postule depuis Paris pour la création de la médaille du souvenir de l'Exposition du millénaire de 1896, et il gagne. En 1897, il expose au Glaspalast de Munich. En 1898, lors de sa première exposition d'une collection de médailles au Musée hongrois des arts décoratifs (Iparművészeti Múzeum), c'est la première fois en Hongrie que la sculpture en médaille figure en tant que discipline autonome. À l'Exposition universelle de 1900 à Paris, il obtient une médaille d'argent. Il part ensuite en voyage d'études en Italie et en Allemagne. Il gagne un grand prix à l'Exposition universelle de 1906 à Milan, et c'est à cette période qu'il s'intéresse de plus en plus à la sculpture.
À partir de 1910, il sculpte lui-même dans son atelier bâti à Göd, et en 1914 à Budapest, au musée Ernst d'art contemporain, il présente lors de sa première exposition indépendante ses sculptures, marquées par la robustesse de masses fermées. Il achève en 1915 l'un des chefs-d'œuvre de sa vie, Aphrodite. En 1919, il dessine des monnaies pour le régime communiste de la République des Conseils et est nommé professeur de l'enseignement technique supérieur (főiskolai tanár). En 1922, il présente à nouveau une collection au musée Ernst. En 1927, le grand prix de la Société Pál Szinyei Merse lui est décerné.
Il travaille également sur bâtiment (reliefs du grand magasin Corvin Áruház sur la place Blaha Lujza tér, 1926), et dans les années 1930 dessine plusieurs monuments funéraires (monument Fellner, 1932).
Il meurt pendant le siège de Budapest par l'Armée rouge en 1945.
En 1946, le Musée des beaux-arts de Budapest organise une exposition en son hommage. Ses mémoires sont publiés en 1957 avec ceux de József Rippl-Rónai (Mémoires).

## Œuvres
On peut noter parmi ses œuvres exposées les plus remarquables :
- Reliefs animaux (Állatreliefek, 1911),
- Saint Sébastien (Szent Sebestyén, 1914),
- Monument funéraire de György Király,
- Monument funéraire de Baumgarten (1928),
- Monument aux héros, Pápa (Hősi emlékmű, 1931),
- Plaque commémorative de Franz Liszt (1935),
- Puits de la jeunesse (Ifjúság kútja, 1938),
- Plaque commémorative de Ferenc Kölcsey,
- Ouvriers de fonderie (Vasöntő munkások, 1943).

Ses bustes les plus connus sont ceux de Zsigmond Móricz, Mihály Babits, Zoltán Kodály.
Parmi ses quelque 500 médailles, les plus connues sont celles de Sándor Petőfi, Franz Liszt, Endre Ady, Mihály Babits, Kelemen Mikes.
Son art est en lien avec le grand courant du postimpressionnisme, mais la Sécession viennoise l'a également influencé.
Une caractéristique constante de la sculpture de Beck est la retenue en matière de poésie, de sentiments et d'idées, et la primauté accordée à la résolution des problèmes d'espace. Travaillant volontiers sur commande de l'État, il est cependant souvent écarté parce que ses conceptions sont trop modernes, et que malgré son classicisme, il reste trop original au goût des autorités et du public.